# Canal fémoral

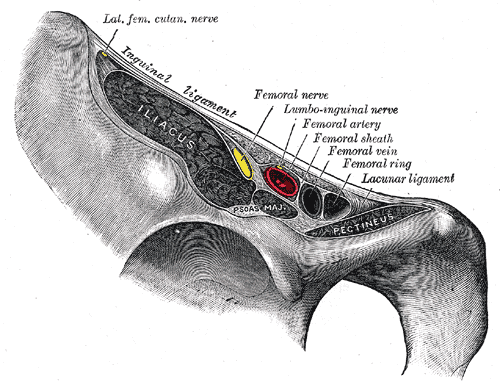
L'anneau fémoral (femoral ring) formant la limite supérieure du canal fémoral.

Le canal fémoral (ou canal crural) est un canal fibreux du membre inférieur situé dans la cuisse au niveau du trigone fémoral.

## Description
Le canal fémoral est constitué par le compartiment médial de la gaine fémorale. Au sein de la gaine, il est isolé par un septum vertical qui le sépare de la veine fémorale. C'est le plus petit des trois compartiments de la gaine fémorale.
Il est de forme conique et contient des vaisseaux lymphatiques, du tissu adipeux et conjonctif lâche et le nœud lymphatique inguinal profond proximal.
Sa limite supérieure est constituée par l'anneau fémoral situé en arrière du ligament inguinal et qui le sépare de la cavité abdominale.

## Anatomie fonctionnelle
La fonction de ce canal est d'adapter la distension de la veine fémorale lorsque le retour veineux du membre inférieur est augmenté ou temporairement restreint.

## Aspect clinique
L'intestin peut parfois s'engager par l'anneau fémoral dans le canal fémoral provoquant une hernie crurale. L'anneau fémoral est inflexible En conséquence le risque d'étranglement de la hernie est important et fait de cette pathologie une priorité chirurgicale.

## Remarque terminologique
Dans la littérature française le terme "canal fémoral" fait souvent référence à la gaine fémorale avec ses trois compartiments. Le terme canal fémoral est défini dans cet article au sens donné par la nomenclature TA2.